# Viverricula indica
Viverricula indica (Цівета мала) — ссавець родини віверових (Viverridae). Діапазон поширення — Південно-Східна Азія: М'янма, Таїланд, Лаос, В'єтнам, Камбоджа, Індія, Бангладеш, Пакистан, Непал, південний Китай, Малайський півострів, а також Шрі-Ланка, північна Суматра, Ява, Балі. Вид був зареєстрований в напів-вічнозелених і листяних лісах, змішаних листяних лісах, бамбукових лісах, чагарникових областях, луках в річковому середовищі проживання та поблизу сіл.

## Морфологія
Морфометрія. Довжина голови й тіла: 530—640 мм, довжина хвоста: 300—430 мм, вага: 2–4 кг.
Опис. Загальний колір тіла сірий, світло-сірий або буро-жовтий, з численними темними плямами, які утворюють поздовжні ряди уздовж спини та боків. Хвіст з 6–9 чорними та білими кільцями й довгим блідим кінцем. Лапи, як правило, темно-коричневого або чорного кольору, а груди світліше коричневого або сірого кольору, з невеликим, або відсутнім маркуванням. Самці, як правило, більші, ніж самиці. V. indica відрізняються від близькоспоріднених Viverricula значно меншими розмірами, відсутністю спинного гребеня шерсті, меншим розривом між вухами, коротшою мордочкою.

## Поведінка, життєвий цикл
Веде в першу чергу нічний і наземний спосіб життя, але іноді проявляє активність протягом дня. Поживою для нього є птахи, дрібні ссавці, жаби, рептилії, комахи та фрукти.
Мають кілька природних хижаків, найсуттєвіші з них люди й домашні собаки. Вони швидко й добре лазять по деревах. Ховаються в норах протягом більшої частини дня. Якщо їх загнати в кут, вони будуть кусатися й дряпатися кігтями в порядку самооборони.
Тварини солітарні й асоціальні, за винятком шлюбного сезону, але рідко зустрічаються й парами. Парування зазвичай відбувається один раз на рік.
Даних про тривалість життя диких тварин немає. У неволі кілька джерел повідомляють про максимальну тривалість життя 20 років або більше.

## Генетика
Каріотип характеризується диплоїдним числом, 2n=38.

## Загрози та охорона
Деградація середовища проживання являє собою загрозу, ступінь якої залишається неясною. Вид зареєстрований в багатьох природоохоронних територіях.